# Керстен Вангснес
Керстен Сајмон Вангснес (енгл. Kirsten Simone Vangsness; Пасадена, 7. јул 1972) је америчка глумица, позната је по улози Пенелопи Гарсије, у Си-Би-Ес-овој криминалистичкој серији Злочиначки умови. Отац јој је норвешког порекла. Вангснесова је лезбијка, а њена заручница је била филмска монтажерка Мелани Голдстин.